# DEFENDER Europe

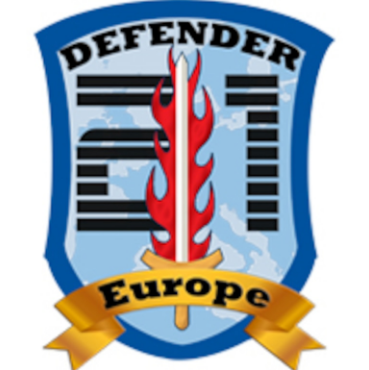
Логотип учения DEFENDER Europe

DEFENDER Europe — это ежегодное многонациональное совместное учение стран НАТО, проводимое под руководством США. Согласно информации на официальном сайте сухопутных войск США в Европе, учение «направлено на повышение стратегической и оперативной готовности и взаимодействия между США, союзниками и партнёрами по НАТО».

## План учений на 2021 год
Swift Response (начало — середина мая) — отработка воздушно-десантных операций в Эстонии, Болгарии и Румынии с участием более 7000 военнослужащих из 11 стран.
Immediate Response (середина мая — начало июня) — более 5000 военнослужащих из 8 стран будут рассредоточены на 31 полигоне в 12 разных странах для проведения боевой стрельбы. Также будет проведена совместная береговая логистическая операция.
Sabre Guardian (середина мая — начало июня) — более 13000 военнослужащих из 19 стран будут вести боевую стрельбу, операции по противовоздушной и противоракетной обороне, а также крупномасштабную медицинскую эвакуацию.
Командно-штабные учения (июнь) — около 2000 человек будут проверять способность штаба управлять многонациональными сухопутными войсками в совместной и комбинированной учебной среде, поддерживая реальные операции в 104 странах на двух континентах.